# Città di Port Lincoln
La città di Port Lincoln è una Local Government Area che si trova in Australia Meridionale. Essa si estende su una superficie di 30,4 chilometri quadrati e ha una popolazione di 14.593 abitanti. La sede del consiglio si trova a Port Lincoln.